# Hypogymnia metaphysodes
Hypogymnia metaphysodes är en lavart som först beskrevs av Asahina, och fick sitt nu gällande namn av Rass. Hypogymnia metaphysodes ingår i släktet Hypogymnia och familjen Parmeliaceae.   Inga underarter finns listade i Catalogue of Life.